# Vilarinho da Castanheira
Vilarinho da Castanheira is een plaats (freguesia) in de Portugese gemeente Carrazeda de Ansiães en telt 772 inwoners (2001).